# Дороті Дандрідж
До́роті Да́ндрідж (англ. Dorothy Jean Dandridge; *9 листопада 1922 — †8 вересня 1965) — американська акторка й співачка. Перша чорношкіра акторка, яка була номінована на премію «Оскар» у категорії «Найкраща жіноча роль».
Була першою чорношкірою акторкою, що з'явилася на обкладинці журналу «Лайф». Брала участь у шоу Еда Салівана тощо.
Відома виконанням пісні «Чатануга чу-чу» у фільмі «Серенада Сонячної долини» в супроводі танцювального дуету братів Ніколас.

## Вибрана фільмографія
- 1941 — Серенада сонячної долини
- 1944 / Since You Went Away

## Нагороди й номінації
| Нагорода       | Рік  | Категорія                                 | Робота        | Результат |
| -------------- | ---- | ----------------------------------------- | ------------- | --------- |
| Оскар          | 1955 | Найкраща жіноча роль                      | Кармен Джоунз | Номінація |
| БАФТА          | 1956 | Найкраща іноземна акторка                 | Кармен Джоунз | Номінація |
| Золотий глобус | 1960 | Найкраща жіноча роль — комедія або мюзикл | Поргі та Бесс | Номінація |